# 刘永清

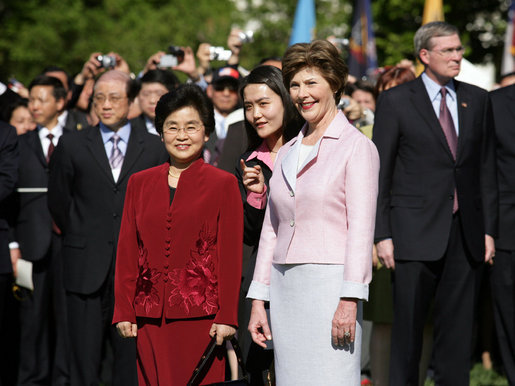
2006年，刘永清与美国第一夫人劳拉·布什在白宫

刘永清（1940年10月3日—），前中共中央总书记胡锦涛的夫人。曾担任北京市城乡规划委员会副主任。刘永清毕业于重庆巴蜀中学，后考入清华大学水利系1959年级学习，是胡锦涛大学期间同班同学，后来结为连理。大学毕业后分配到水电部水利水电施工研究所，1969年3月下放到青铜峡五七干校。后分配到当时位于甘肃兰州的水利部第四工程局八一三分局在土建组担任设计人员、甘肃建委、甘肃计委工业处工作。80年代后担任中青旅副总经理，后担任北京城乡规划委员会副主任。1970年2月与胡锦涛结婚，1970年、1972年生下一女一子。

## 经历
刘永清1940年10月3日出生于山东省。 父亲刘梅滨系山东德平人，于1943年去世；母亲常惠兰，山西交城人，从事教育工作。舅舅常芝青。有姊两人，刘永平（曾任北京市社科院副院长、党总支副书记）、刘永玲。
1951年，常芝青调任中共中央西南局，全家前往重庆。1953年入读重庆四十一中（现重庆巴蜀中学), 与李鹏妻子朱琳是校友。
1959年考入清华大学水利工程系，与胡锦涛是同班同学。
1965年毕业后，分配至水电部水电总局代管的水利水电施工研究所工作。1969年3月，文革期间下放到宁夏青铜峡五七干校。1970年2月与胡锦涛结婚, 5月生下長女胡海青。1970年9月干校结束。
1972年11月生下一子胡海峰（现为民政部副部长，持北方交通大学BASc学位和清华大学工程物理系MS学位，2002年至2008年获得清华大学EMBA，以及管理学博士学位)。
干校结束后调入水电四局八一三工程局八盘峡工程，担任土建组设计人员。后在甘肃建委、甘肃计委工业处工作。
1982年胡锦涛调入共青团中央后，刘永清在团中央下属、光大集团担任控股股东的中青旅担任副总经理。
90年代后，担任北京市城乡规划委员会（首规委）副主任，时任中共北京市委书记是贾庆林。
1998年，胡锦涛担任国家副主席之后，刘永清开始陪同胡锦涛参与外事活动。1998年6月25日迎接时任美国总统比尔·克林顿，是刘永清第一次以胡锦涛夫人身份亮相，同年陪同胡锦涛出访越南。在胡锦涛担任党和国家领导人期间，陪同胡锦涛出访了美国、英国、法国、德国、西班牙、新加坡、马来西亚、越南、泰国、缅甸、白俄罗斯、印度尼西亚、哈萨克斯坦等国。
2002年11月，胡锦涛当选中共中央总书记，刘永清成为“中国第一夫人”，逐渐活跃在外事活动中。
2013年3月，胡锦涛卸任党政职务退休，同年9月刘永清陪同胡锦涛回乡祭祖。

## 家族
- 丈夫：胡锦涛（1942年12月21日—), 前任中国共产党中央委员会总书记。
- 兒子：胡海峰 （1972年11月6日—), 中华人民共和国民政部副部长。[14]
- 女兒：胡海青 （1970年5月26日—), 上海宋庆龄学校国际部专家委员会秘书长。[15]